# Schwaz Hammers 2021
Questa voce raccoglie le informazioni riguardanti gli Schwaz Hammers nelle competizioni ufficiali della stagione 2021.

## AFL - Division II 2021

### Stagione regolare
| Schwaz 5 settembre 2021, ore 14:00 1ª giornata | Schwaz Hammers | 25 – 22 (0-7 0-0 6-7 19-8) referto | Styrian Hurricanes | Silberstadt Arena |

| Oberaich 11 settembre 2021, ore 15:00 2ª giornata | Upper Styrian Rhinos | 27 – 28 (7-14 7-14 13-0 0-0) referto | Schwaz Hammers | SV Oberaich |

| Maribor 18 settembre 2021, ore 15:00 3ª giornata | Maribor Generals | 0 – 35 (a tavolino) referto | Schwaz Hammers | Športni Park Tabor |

| Schwaz 2 ottobre 2021, ore 14:00 4ª giornata | Schwaz Hammers | 35 – 0 (a tavolino) referto | Maribor Generals | Silberstadt Arena |

| Voitsberg 9 ottobre 2021, ore 15:00 5ª giornata | Styrian Hurricanes | 12 – 13 (6-0 6-7 0-0 0-6) referto | Schwaz Hammers | Hans Blümel Stadion |

| Schwaz 16 ottobre 2021, ore 18:30 6ª giornata | Schwaz Hammers | 35 – 28 (13-7 15-0 6-14 1-7) referto | Upper Styrian Rhinos | Silberstadt Arena |

### Playoff
| 30 ottobre 2021, ore 15:00 Semifinale | Schwaz Hammers | 19 – 0 (7-0 6-0 0-0 6-0) referto | Danube Dragons 2 |  |

| 13 novembre 2021 Iron Bowl | Schwaz Hammers | 35 – 0 (a tavolino) | Fehérvár Enthroners |  |

### Statistiche di squadra
| Competizione      | %Vittorie | In casa | In casa | In casa | In casa | In casa | In casa | In trasferta | In trasferta | In trasferta | In trasferta | In trasferta | In trasferta | Totale | Totale | Totale | Totale | Totale | Totale |
| Competizione      | %Vittorie | G       | V       | N       | P       | Pf      | Ps      | G            | V            | N            | P            | Pf           | Ps           | G      | V      | N      | P      | Pf     | Ps     |
| ----------------- | --------- | ------- | ------- | ------- | ------- | ------- | ------- | ------------ | ------------ | ------------ | ------------ | ------------ | ------------ | ------ | ------ | ------ | ------ | ------ | ------ |
| Stagione regolare | 1.000     | 3       | 3       | 0       | 0       | 95      | 50      | 3            | 3            | 0            | 0            | 76           | 39           | 6      | 6      | 0      | 0      | 171    | 89     |
| Playoff           | 1.000     | 2       | 2       | 0       | 0       | 54      | 0       | 0            | 0            | 0            | 0            | 0            | 0            | 2      | 2      | 0      | 0      | 54     | 0      |
| Totale            | 1.000     | 5       | 5       | 0       | 0       | 149     | 50      | 3            | 3            | 0            | 0            | 76           | 39           | 8      | 8      | 0      | 0      | 225    | 89     |